# كلاوديو لومباردو
كلاوديو لومباردو (بالإيطالية: Claudio Lombardo)‏ (27 مايو 1963 في إيطاليا - ) هو لاعب كرة قدم إيطالي في مركز الدفاع. لعب مع إنتر ميلان ونادي بارما ونادي بيروجيا ونادي ساليرنيتانا ونادي لوكيزي ونادي فوغيريزي 1919 ‏ وكوسينزا كالشيو وValenzana Mado ‏ وأستي كليسيو ‏ وFootball Club Rhodense ‏ وASD Gualdo Casacastalda ‏ وCosenza Calcio 1914 ‏ وكارسو كالتشيو ‏ وASD HSL Derthona ‏.

## وصلات خارجية
- كلاوديو لومباردو على موقع قاعدة بيانات كرة القدم.إي يو (الإنجليزية)
- كلاوديو لومباردو على موقع عالم كرة القدم.نت (الإنجليزية)